# 凉山香茶菜
凉山香茶菜（学名：Isodon liangshanicus）为唇形科香茶菜属下的一个种。